# Hamilton (cráter)
Hamilton es un cráter de impacto que se encuentra cerca de la extremidad sureste de la Luna. Desde la Tierra el cráter aparece en el límite de la zona visible, lo que limita el detalle con el que puede observarse. Su visibilidad queda afectada por la libración.
Se halla al este del cráter inundado de lava Oken, cerca del irregular Mare Australe. Al noreste de Hamilton, sobre la extremidad lunar, se localiza el cráter también inundado de lava Gum. A menos de tres diámetros del cráter hacia el sur aparece la llanura amurallada de Lyot, así mismo invadida por la lava.
Se trata de un cráter casi circular, aunque en su lado norte presenta un sector rectilineo. El brocal tiene un perfil marcado, y no muestra efectos erosivos notables. Presenta perfiles aterrazados a lo largo de los lados interiores, particularmente en su borde occidental (el que queda escondido a la vista desde la Tierra). El suelo interior es profundo y desigual, con una elevación producto del impacto que une el punto medio del cráter con la pared interna del lado norte-noroeste.
Al este y el sureste aparece un elemento de mayor tamaño, una formación de arcos que se asemeja a los restos de un antiguo cráter. Hamilton es concéntrico con este arco. Sin embargo, solo resta la parte oriental de esta antigua cuenca.

## Cráteres satélite
Por convención estos elementos se identifican en los mapas lunares colocando la letra en el lado del punto central del cráter más cercano a Hamilton.
|          | \| Hamilton \| Coordenadas \| Diámetro \| \| -------- \| ----------------------------- \| -------- \| \| B \| 42°36′S 82°06′E / -42.6, 82.1 \| 32 km \| |          |
| Hamilton | Coordenadas | Diámetro |
| B        | 42°36′S 82°06′E / -42.6, 82.1 | 32 km    |